# Vithults naturreservat
Vithult är ett naturreservat i Uppvidinge kommun i Kronobergs län.
Området är skapat 2014 och är 440 hektar stort. De båda före detta domänreservaten Vitthults urskog och Tängsjö fly har ombildats till naturreservat, slagits samman och senare utvidgats. 
Vithult är beläget norr om Lenhovda och utgörs av våtmark, skog och betesmark.
Mera centralt i reservatet ligger Vitthults urskog där många träd är mycket gamla. Många träd är draperade av hänglavar och på den döda veden växer ovanliga svampar. Redan 1937 avsattes denna del som domänreservat.

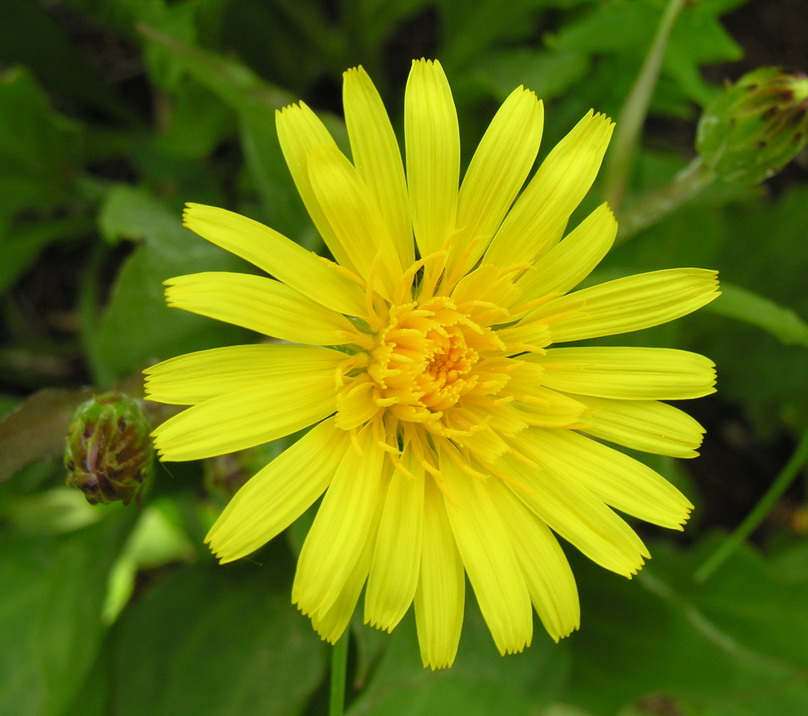
Svinrot

I den norra delen ligger Tängsjö fly med sina högmosseplan och omgivande kärr. Där växer bland annat skvattram, myrlilja och orkidéer. Även Tängsjö fly har varit domänreservat och omges av gammal skog.
Kring Stora Brorsmåla finns betesmarker med rik örtflora. Där växer bland annat slåttergubbe, svinrot, solvända, jungfrulin och prästkrage. Där finns även en del gamla lövträd med ovanliga lavar och svampar.
I skogen och i våtmarkerna förekommer ett rikt fågelliv.
Området ingår i EU:s ekologiska nätverk av skyddade områden, Natura 2000.